# Liste der Naturdenkmale in Schnürpflingen
| Naturdenkmale | Anzahl |
| ------------- | ------ |
| FND           | 5      |
| END           | 10     |
| Gesamt        | 15     |

Die Liste der Naturdenkmale in Schnürpflingen nennt die verordneten Naturdenkmale (ND) der im baden-württembergischen Alb-Donau-Kreis liegenden Gemeinde Schnürpflingen. In Schnürpflingen gibt es insgesamt fünfzehn als Naturdenkmal geschützte Objekte, davon fünf flächenhafte Naturdenkmale (FND) und zehn Einzelgebilde-Naturdenkmale (END).
Stand: 1. November 2016.

## Flächenhafte Naturdenkmale (FND)
| Name                                          | Bild | Kennung     | Einzelheiten                | Position | Fläche Hektar | Datum         |
| --------------------------------------------- | ---- | ----------- | --------------------------- | -------- | ------------- | ------------- |
| Hohlweg westlich von Ammerstetten             | BW   | 84251100002 | Schnürpflingen              | ⊙        | 0,2           | 28. Okt. 2002 |
| Quellmoor Steinenbach                         | BW   | 84251100012 | Schnürpflingen              | ⊙        | 1,2           | 28. Okt. 2002 |
| Steinenbachried mit Traubeneiche              | BW   | 84251100013 | Schnürpflingen              | ⊙        | 0,6           | 28. Okt. 2002 |
| Teich mit Gehölzbestand in den Weihungswiesen | BW   | 84251100016 | Schnürpflingen              | ⊙        | 0,4           | 28. Okt. 2002 |
| Teich mit Stieleiche an der Weihung           | BW   | 84251100011 | Illerrieden, Schnürpflingen | ⊙        | 0,4           | 28. Okt. 2002 |
| Legende für Naturdenkmal                      |      |             |                             |          |               |               |

## Einzelgebilde (END)
| Name                                  | Bild | Kennung     | Einzelheiten   | Position | Fläche Hektar | Datum         |
| ------------------------------------- | ---- | ----------- | -------------- | -------- | ------------- | ------------- |
| Friedenslinde                         | BW   | 84251100009 | Schnürpflingen | ⊙        | 0,0           | 28. Okt. 2002 |
| 1 Stieleiche am Ammerweg              | BW   | 84251100004 | Schnürpflingen | ⊙        | 0,0           | 28. Okt. 2002 |
| 1 Stieleiche am Eichenweg             | BW   | 84251100008 | Schnürpflingen | ⊙        | 0,0           | 28. Okt. 2002 |
| 1 Stieleiche am südlichen Ortsrand    | BW   | 84251100014 | Schnürpflingen | ⊙        | 0,0           | 28. Okt. 2002 |
| 1 Stieleiche an der Alten Landstraße  | BW   | 84251100015 | Schnürpflingen | ⊙        | 0,0           | 28. Okt. 2002 |
| 1 Winterlinde am westlichen Ortsrand  | BW   | 84251100003 | Schnürpflingen | ⊙        | 0,0           | 28. Okt. 2002 |
| 2 Stieleichen am alten Lagerplatz     | BW   | 84251100006 | Schnürpflingen | ⊙        | 0,0           | 28. Okt. 2002 |
| 3 Stieleichen am Oberen Feld          | BW   | 84251100005 | Schnürpflingen | ⊙        | 0,0           | 28. Okt. 2002 |
| 4 Stieleichen am Jägerweg             | BW   | 84251100007 | Schnürpflingen | ⊙        | 0,0           | 28. Okt. 2002 |
| 5 Stieleichen bei den Klangletswiesen | BW   | 84251100010 | Schnürpflingen | ⊙        | 0,0           | 28. Okt. 2002 |
| Legende für Naturdenkmal              |      |             |                |          |               |               |